# Chile na Letnich Igrzyskach Olimpijskich 1952
Chile na Letnich Igrzyskach Olimpijskich 1952, reprezentowane było przez 59 sportowców (55 mężczyzn i 4 kobiety). Był to 8. start reprezentacji w historii letnich igrzysk olimpijskich.

## Zdobyte medale
| Medal  | Zawodnik                                      | Dyscyplina sportowa | Konkurencja                          |
| ------ | --------------------------------------------- | ------------------- | ------------------------------------ |
| Srebro | Óscar Cristi                                  | Jeździectwo         | Skoki przez przeszkody indywidualnie |
| Srebro | Óscar Cristi César Mendoza Ricardo Echeverría | Jeździectwo         | Skoki przez przeszkody drużynowo     |